# Peter von Biron
Peter von Biron, född 15 februari 1724 i Mitau, död 13 januari 1800 i Gellenau, var en rysk ämbetsman och den siste hertigen av Kurland och Sagan. 

## Biografi
Peter von Biron var son till Ernst Johann von Biron och Benigna Gottlieb von Trotta genannt Treyden.
Biron växte upp vid ryska hovet hos kejsarinnan Anna, som uppfostrade honom som sin egen son. Efter statskuppen i november 1740 måste han följa fadern i förvisning men frigavs tillsammans med denne 1762. I november 1769 efterträdde han fadern i Kurland, där han gjorde sig än mer hatad en denne. Under sin 25-åriga regeringstid avpressade han sina undersåtar stora summor, som till stor del placerades i utlandet. Bland annat inköpte han Hertigdömet Sagan i Nedre Schlesien 1785. Slutligen nödgades adeln be Katarina II om hjälp, och missnöjd med Biron på grund av hans försök att i samförstånd med Preussen undandra sig hennes inflytande, tvang hon honom 1795 att mot riklig pension och rundlig ersättning avträda hela landet till henne. 
De följande åren tillbringade Biron mest på resor, men slog sig slutligen ned i Schlesien. Gift först med Caroline av Waldeck-Pyrmont och den andra gången med Eudoxia Borisovna Jusupova. Hans tredje hustru, Anna Charlotta Dorothea, riksgrevinna av Meden (1761-1821) har blivit berömd för sin skönhet, sitt snille och sitt intresse för vetenskap och konst. Han var far till Wilhelmine av Kurland, om efterträdde honom som hertig(inna) av Sagan.